# Venegasia
Venegasia é um género botânico pertencente à família Asteraceae.

O género possui uma única espécie, Venegasia carpesioides.